# Jarosław Wałęsa
Jarosław Leszek Wałęsa (* 13. září 1976 Gdaňsk) je polský politik za Občanskou platformu (polsky Platforma Obywatelska), v letech 2005 až 2009 zastával funkci poslance Sejmu a do roku 2019 byl poslancem Evropského parlamentu.

## Životopis
Jarosław Wałęsa se narodil jako čtvrté dítě zakladatele opoziční odborové organizace Solidarita Lecha Wałęsy a jeho ženy Danuty.
Již od mládí byl členem mnoha sportovních a mládežnických organizací. V roce 1991 odjel studovat do Spojených států, kde úspěšně dokončil střední školu Glastonbury High School ve státě Connecticut. Po absolvování politologie na College of the Holy Cross v Massachusetts ve Spojených státech amerických ještě nějaký čas pracoval. V roce 2002 se vrátil do Polska, kde pracoval v Institutu Lecha Wałęsy.
V roce 2005 byl za gdańský obvod zvolen poslancem Sejmu. Tuto funkci obhájil i při volbách v roce 2007. Ve volbách do Evropského parlamentu v roce 2009 se stal europoslancem, opět za gdańský obvod, se ziskem 73 968 hlasů.
Dne 2. září 2011 utrpěl vážná zranění při dopravní autonehodě ve vesnici Stropkow u Sierpc. Přestože hlavní vinu nesl řidič protijedoucího vozidla, byl souzen i Jarosław Wałęsa, a to za překročení povolené rychlosti. Aby se mohl podrobit řádnému vyšetřování, státní zástupce Wałęsu v roce 2012 zbavil poslanecké imunity. Případ byl nakonec uzavřen z důvodu promlčení.
V roce 2014 se stal Jarosław Wałęsa podruhé poslancem Evropského parlamentu.